# Serica umbrina
Serica umbrina är en skalbaggsart som beskrevs av Blanchard 1850. Serica umbrina ingår i släktet Serica och familjen Melolonthidae. Inga underarter finns listade i Catalogue of Life.